# Khu dự trữ thiên nhiên Động Châu – Khe Nước Trong
Khu dự trữ thiên nhiên Động Châu – Khe Nước Trong nằm ở vùng sinh thái phía tây nam của tỉnh Quảng Bình, có hệ sinh thái rừng nhiệt đới với độ cao dưới 1.200 m so mực nước biển. Diện tích hơn 22.132 ha với các phân khu chức năng: phân khu bảo vệ nghiêm ngặt, phân khu phục hồi sinh thái và phân khu hành chính - dịch vụ.

## Vị trí địa lý
Khu dự trữ thiên nhiên (DTTN) Động Châu - Khe Nước Trong được thành lập theo quyết định số 2156/QĐ-UNND ngày 25 tháng 06 năm 2020 của chủ tịch UBND tỉnh Quảng Bình, nằm ở  phía Tây - Nam tỉnh Quảng Bình thuộc địa giới hành chính xã Kim Thủy, huyện Lệ Thủy. Phía Tây giáp với CHDCND Lào, phía Đông giáp với xã Ngân Thủy, phía Bắc giáp với xã Lâm Thủy (huyện Lệ Thủy), phía Nam giáp với KBTTN Bắc Hướng Hoá (tỉnh Quảng Trị). Khu DTTN Động Châu – Khe Nước Trong có 22 tiểu khu, với tổng diện tích là 22.595,94 ha.

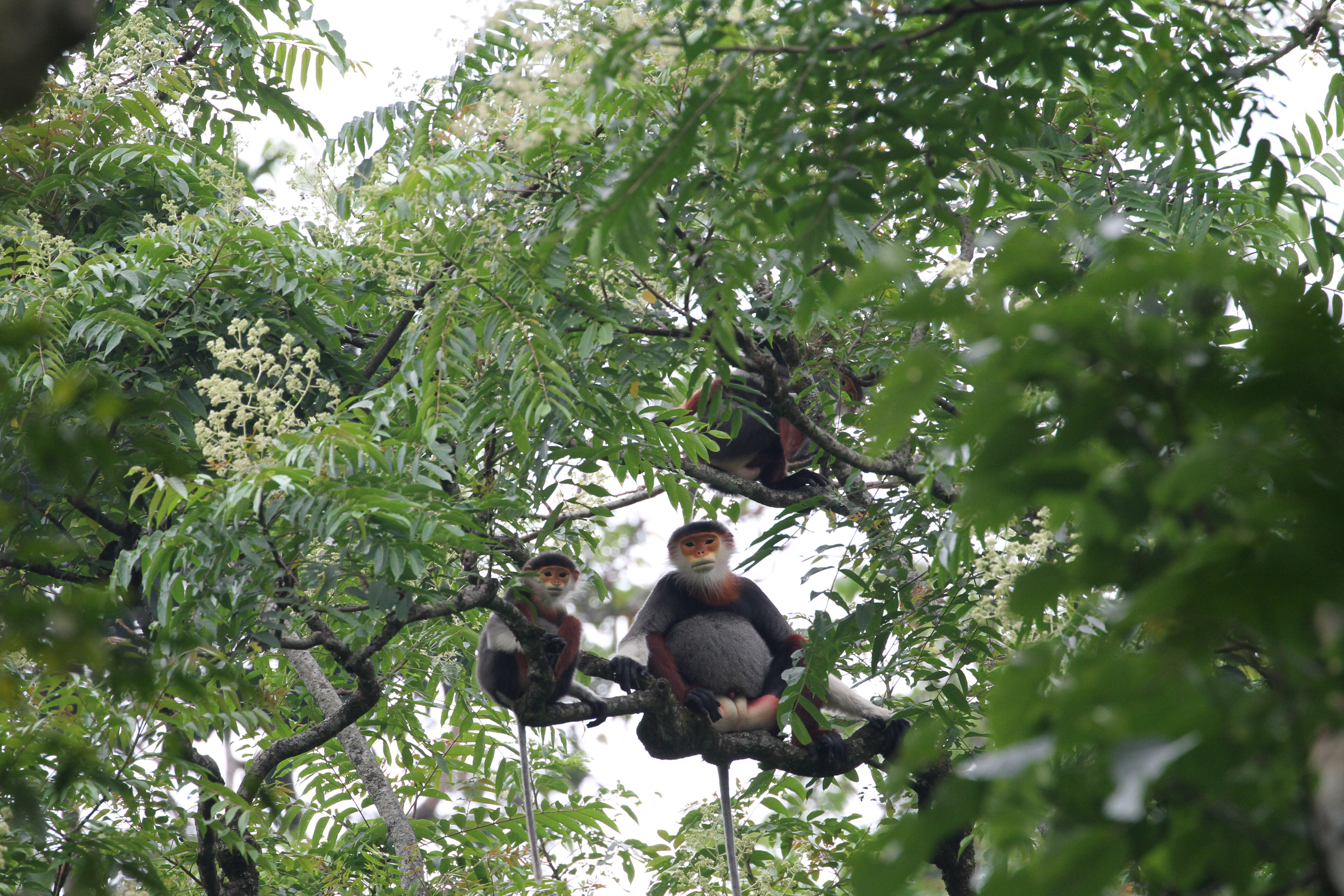
Chà vá chân nâu - Loài linh trưởng quý hiếm tại Động Châu - Khe Nước Trong

Toạ độ địa lý: Từ 16° 55' 19'' đến 17° 4' 55'' vĩ độ bắc; 106° 32' 50'' đến 106° 48' 26'' kinh độ đông.

## Đặc điểm khí hậu, thủy văn

### Khí hậu
Khu vực nằm trong vùng khí hậu nhiệt đới gió mùa có mùa đông tương đối lạnh. Hàng năm mùa khô kéo dài từ tháng 4 đến đầu tháng 9 (khô hạn gay gắt nhất trong tháng 6  và tháng 7), mùa mưa từ cuối 9 đến tháng 12, mưa nhiều nhất vào thời kỳ cuối  mùa thu (tháng 10 và tháng 11), Trong khu vực không có trạm quan trắc khí tượng, chỉ có trạm Khe Sanh là gần với khu vực nhất và có điều kiện tương đối phù hợp để tham khảo. Theo số liệu quan trắc khí tượng 20 năm tại Khe Sanh, các chỉ tiêu khí tượng trung bình như sau:
- Nhiệt độ bình quân năm 22,3 0C
- Nhiệt độ bình quân tối cao 25,8 0C vào tháng 6,
- Nhiệt độ bình quân tối thấp 18,1 0C vào tháng 1,
- Lượng mưa bình quân năm 2.079 mm,
- Lượng mưa bình quân tháng thấp nhất 18,8 mm vào tháng 2,
- Lượng mưa bình quân tháng cao nhất nhất 456,2 mm vào tháng 10,

Có 3 loại gió mùa chính thịnh hành trong khu vực. Gió mùa đông- nam mang theo hơi ẩm và mưa lớn, thịnh hành từ tháng 9 đến tháng 11. Gió mùa đông-  bắc mang theo hơi lạnh và mưa phùn, thịnh hành từ tháng 12 đến tháng 4 năm sau. Gió mùa tây- nam bắt đầu từ tháng 5 đến tháng 9, thường khô và nóng nên mùa khô bắt đầu từ tháng 5 đến tháng 9.

### Thủy văn
Toàn bộ khu vực là vùng thượng nguồn của sông Long Đại và sông Kiến Giang (hai nhánh của sông Nhật Lệ) là một trong những sông lớn nhất tỉnh Quảng Bình. Trong nội vi khu vực rất nhiều khe suối nhỏ chằng chịt tạo thành 2 hệ sông suối chính là hệ sông Sa Ram (KNT) và Khe Bang. Hệ Sa Ram gồm nhiều suối lớn đổ về như Suối Vàng, Khe Bung, suối Sa Ram. Hệ Khe Bang cũng gồm nhiều suối lớn như: An Bai, Rào Chân và Khe Bang.Các sông suối trong khu vực thường ngắn, có độ dốc lớn, xâm thực sâu, vì thế thường gây lũ và làm sạt lở đất, ảnh hưởng tới giao thông đi lại trong vùng.

## Địa hình và địa chất

### Địa hình
Khu DTTN Động Châu - Khe Nước Trong nằm trong vùng núi thấp với địa hình tương đối dốc. Độ cao trung bình trong khu vực khoảng 500  –  600 m so với mực nước biển. Điểm thấp nhất là 120 m, nằm ở ranh giới tại khu vực Khe Bang. Đỉnh cao nhất là đỉnh 1.220 m giữa ranh giới 2 tỉnh Quảng Bình  -  Quảng Trị và Lào. Còn lại là hầu hết các đỉnh núi cao dưới 1000 m so với mực nước biển.
Vùng núi có độ cao trên 700 m chiếm một phần nhỏ (khoảng 10%) diện tích khu vực. Còn lại 90% diện tích là vùng đồi núi có độ cao dưới 700 m. Theo Thái Văn Trừng (1978)  thì đây là rừng nhiệt đới thường xanh trên núi đất thấp. Trên toàn quốc, rừng ở dạng địa hình này đang bị suy thoái và trở nên rất hiếm do rừng d ễ tiếp cận nên bị tác động mạnh. Do có nguy cơ đe dọa cao nên các tổ chức bảo tồn thiên nhiên xếp loại rừng này là rừng có giá trị bảo tồn cao (WWF 2008). Trong khi đó ở Khu dự trữ thiên nhiên Động Châu – Khe Nước Trong có kiểu rừng trên vùng núi đất thấp còn chiếm một tỷ lệ rất cao. Đây chính là đối tượng cần phải bảo tồn trong khu vực và là mục tiêu bảo tồn trong toàn Quốc.

### Địa chất
Địa chất vùng điều tra thuộc miền vòng trống Paleozoi rộng lớn thuộc đới Trường Sơn Bắc, có cấu tạo đặc thù với nhiều mặt cắt Paleozoi khá đầy đủ và dày. Bao gồm các  trầm tích  Odovic  thượng và  Silua.  Thành phần  bồi  lắng  gồm  có  sắt,  cát, Conglonurat, cuội, sỏi, dăm. Song song với quá trình bồi lắng là quá trình xâm nhập các khối Magma acid như Granit, Daxit, Rhefonit. Trong vùng điều  tra xuất hiện diện tích đáng kể của kiểu thung lũng kiến tạo và xâm thực nằm dọc theo các con sông suối.  Nham  thạch chủ  yếu  bao  gồm  các  khối  được  tạo  thành từ  Magma,  Granit,
Rhyonit, đặc điểm đá rất mỏng, có kết cấu hạt thô, tỷ lệ thạch anh lớn khó phong hóa.
Các vùng thạch tạo từ trầm tích hạt thô như sa thạch, cuội kết, dăm kết, conglomerat
có kết cấu hạt thô, bở, rời, phong hóa nhanh, dễ rửa trôi và xói mòn. Đất được hình thành trên các loại phiến thạch sét, sa thạch và magma acid kết tính chua, chúng phân bố đan xen vào nhau khá phức tạp, tạo nên khá nhiều loại đất có độ phì khác nhau, tùy thuộc vào các kiểu địa hình, thảm thực bì, độ cao và độ dốc của địa hình.

## Thảm thực vật rừng

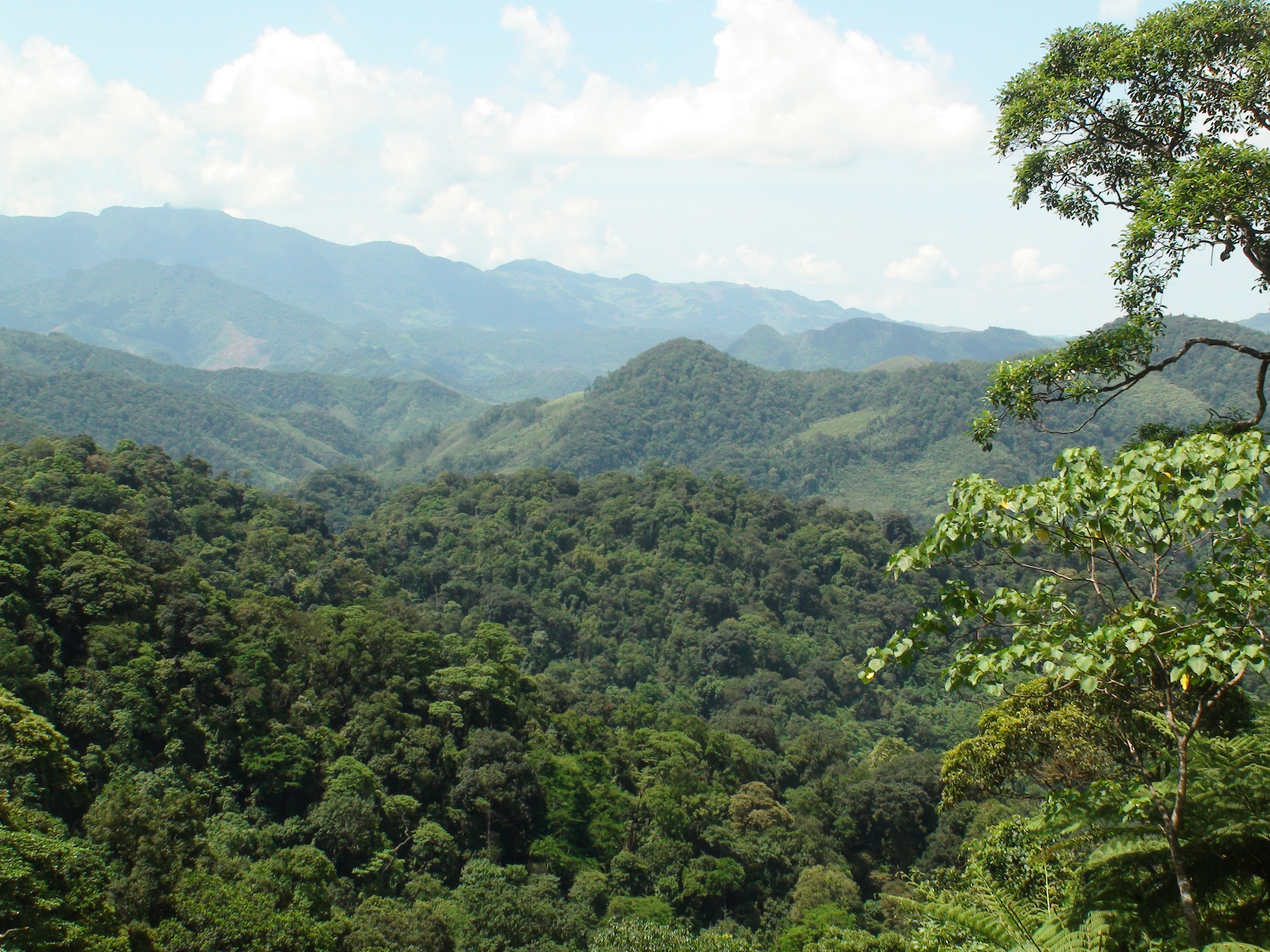
Sinh cảnh rừng đất thấp, đặc trưng của Khu DTTN Động Châu - Khe Nước Trong

Dù trước đây, khi chưa thành lập rừng đặc dụng phần lớn diện tích thuộc Rừng phòng hộ Động Châu và một phần thuộc Lâm trường Khe Giữa tuy nhiên khu vực này đã được các nhà khoa học của tổ chức BirdLife, Trung tâm Bảo tồn thiên nhiên Việt, Viện sinh thái tài nguyên sinh vật, Viện điều tra quy hoạch rừng quan tâm và tiến hành nghiên cứu từ rất sớm (khoảng những năm 2000), do vậy kết quả nghiên cứu hiện nay khá chi tiết. Khu vực này rất phong phú về kiểu thảm thực vật rừng, đặc biệt là thảm thực vật  ở  vùng núi thấp (có độ  cao dưới 700  m so  với  mực nước biển).  Ở  các địa phương khác, kiểu rừng này do gần dân cư và dễ tiếp cận, đã bị phá hủy và còn lại rất ít. Tuy nhiên, ở khu DTTN Động Châu - Khe Nước Trong thì các kiểu thảm thực vật này còn khá nhiều, khoảng trên 18.000 ha. Kết quả  giải đoán ảnh vệ  tinh và điều tra ngoài thực địa cho thấy tỷ  lệ  độ  che phủ  của rừng trong khu vực lên tới 99%. Theo quan điểm phân loại thảm thực vật rừng  của Thái Văn Trừng (1978), các kiểu thảm thực vật chính và phụ của khu vực được trình bày ở bảng dưới đây:
Bảng Hiện trạng thảm thực vật
| STT  | Kiểu thảm thực vật                             | Diện tích (ha) | Tỷ lệ % |
| 1    | Rừng kín thường xanh mưa ẩm á nhiệt đới        | 2.019,01       | 8,94    |
| 2    | Rừng kín thường xanh mưa ẩm nhiệt đới núi thấp | 12.555,09      | 55,56   |
| 3    | Kiểu rừng thứ sinh sau khai thác kiệt          | 6.261,39       | 27,71   |
| 4    | Kiểu rừng thứ sinh phục hồi sau biến mất rừng  | 495,30         | 2,19    |
| 5    | Kiểu rừng phát triển trên núi đá vôi           | 687,06         | 3,04    |
| 6    | Rừng trồng                                     | 404,46         | 1,79    |
| 7    | Trảng cỏ, cây bụi, cây gỗ rải rác              | 173,63         | 0,77    |
| Tổng |                                                | 22.595,94      | 100     |

## Khu hệ động vật
Từ năm 2011, các nhà khoa học của tổ chức BirdLife và sau này là Trung tâm Bảo tồn thiên nhiên Việt (VietNature) đã tiến hành trên 50 đợt điều tra thực địa, phần lớn trong số đó là chương trình đặt bẫy ảnh. Kết quả đã thống kê sơ bộ được 357 loài động vật có xương sống trên cạn; trong đó: 76 loài thú, 214 loài chim và 67 bò sát ếch nhái.

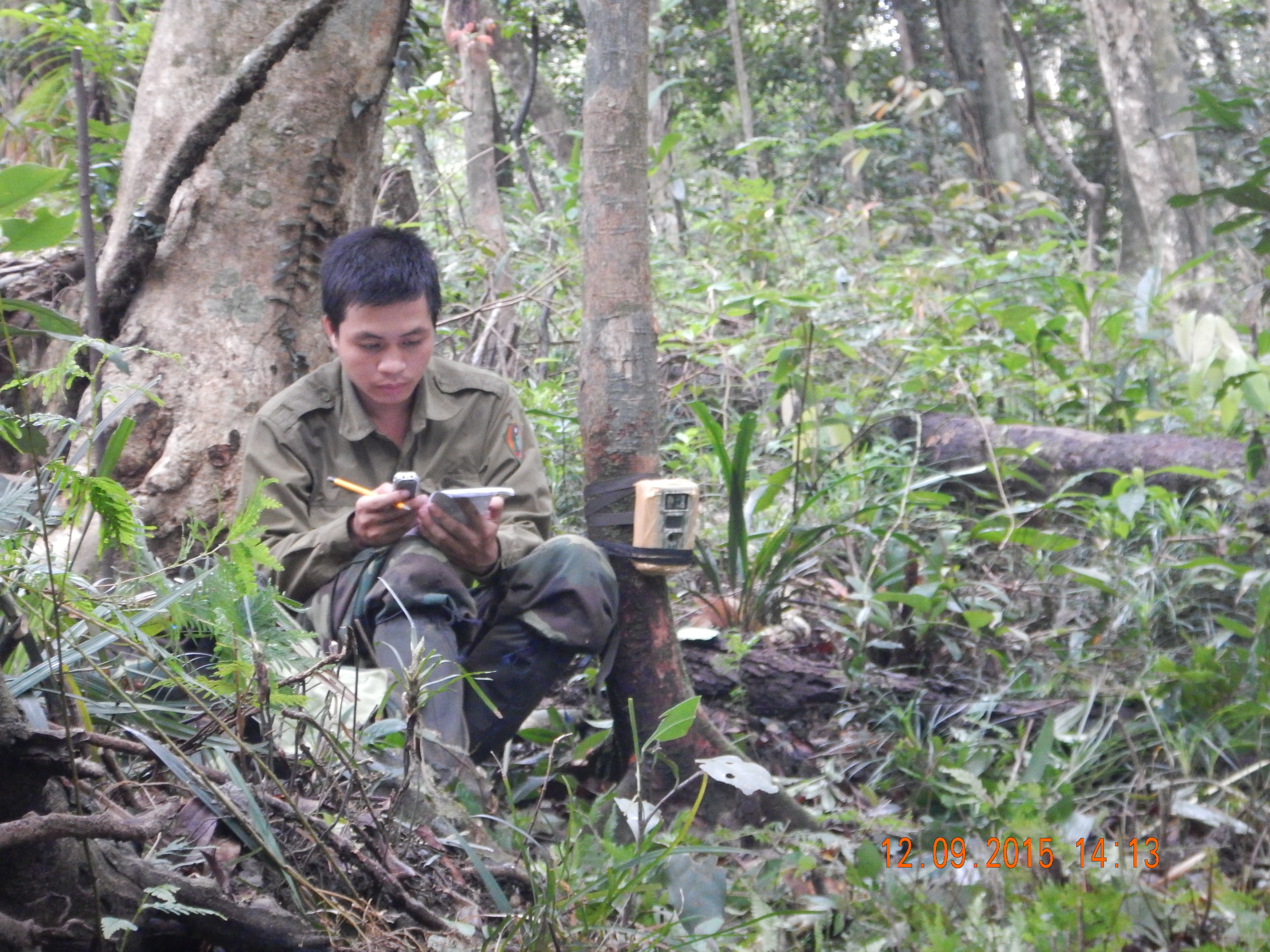
Các nhà khoa học đang thiết lập máy bẫy ảnh tự động để điều tra động vật tại tiểu khu 516 thuộc Khu DTTN Động Châu - Khe Nước Trong

Bảng Thành phần loài động vật có xương sống Khu dự trữ thiên nhiên Động Châu – Khe Nước Trong
| Bộ   | Số Loài | IUCN | SĐVN | CITES | NĐ 06 | Nguồn số liệu cập nhật đến 2020    |
| Thú  | 76      | 22   | 26   | 14    | 28    | Trung tâm Bảo tồn Thiên nhiên Việt |
| Chim | 214     | 7    | 9    | 7     | 12    | Trung tâm Bảo tồn Thiên nhiên Việt |
| BSEN | 214     | 7    | 9    | 7     | 6     | Trung tâm Bảo tồn Thiên nhiên Việt |
| Tổng | 357     | 39   | 44   | 28    | 46    |                                    |

Tổng số 76 loài thú đã ghi nhận ở Khu dự trữ thiên nhiên Động Châu – Khe Nước Trong Trong có tất cả các loài thú đặc trưng cho vùng Bắc Trường Sơn đã ghi nhận được thông qua khảo sát trực tiếp hoặc kết quả bẫy ảnh. Các loài này bao gồm: Khỉ mặt đỏ, Khỉ đuôi lợn, Chà vá chân nâu, Vượn siki, Thỏ vằn, Tê tê java, Gấu ngựa, Mang trường sơn, Mang lớn, Saola, Sơn dương vv... Trong số các loài này có nhiều loài đang bị đe dọa tuyệt chủng ở cấp cao nhất (CR) như Mang lớn,Tê tê java, Chà vá chân nâu, Vượn siki và Sao la.

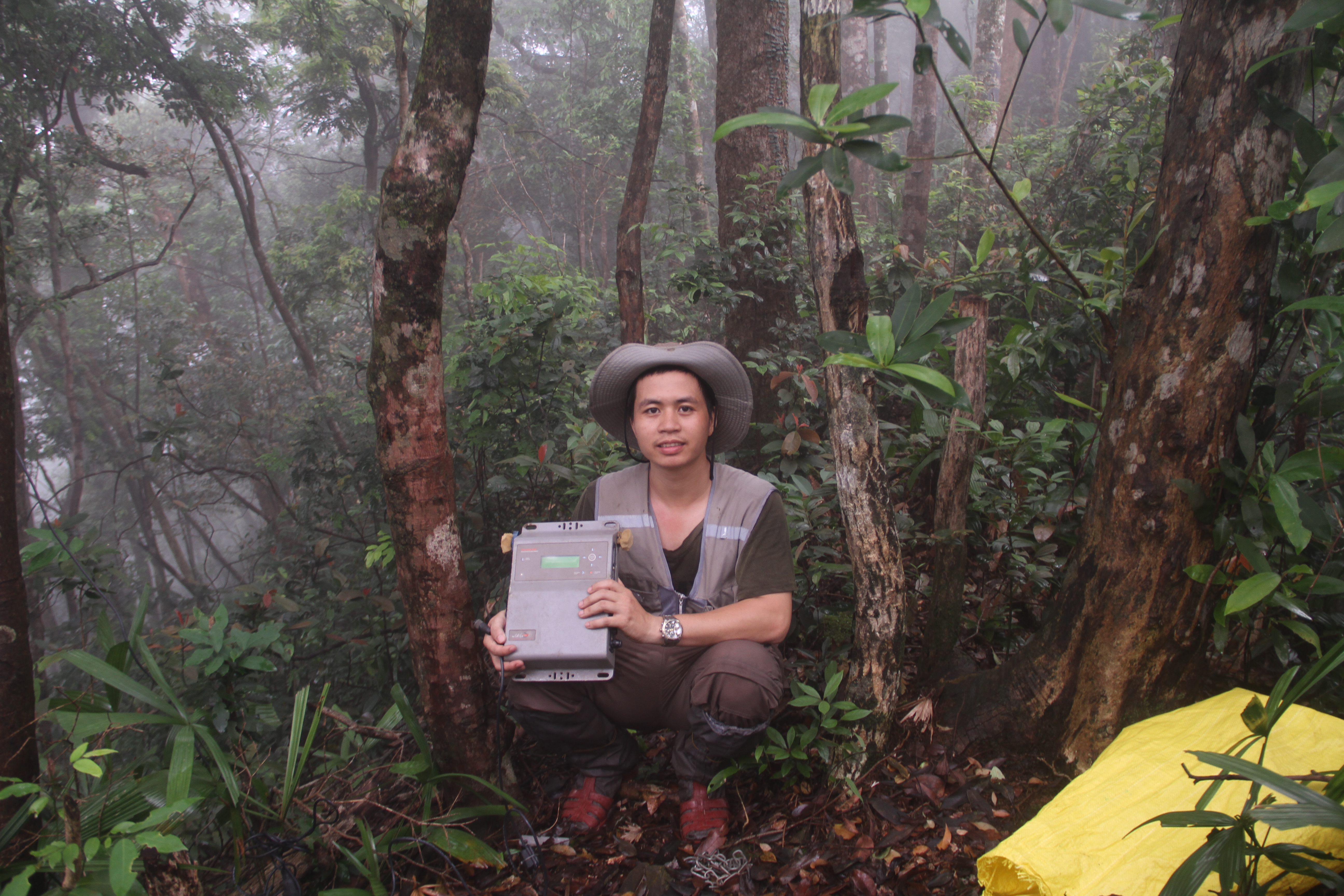
Các nhà khoa học đang đặt máy ghi âm tự động để điều tra âm sinh học tại Khu DTTN Động Châu - Khe Nước Trong

Khu hệ chim của Động Châu - Khe Nước Trong đặc trưng cho vùng chim đặc hữu đất thấp miền trung (Annamese lowland). Đã điều tra được 214 loài chim ở khu vực. Ghi nhận 4 trong số 7 loài là những loài phân bố  hẹp  ở  vùng chim đặc hữu, bao gồm các loài: Trĩ sao, Khướu mỏ  dài, Chích chạch má xám và Khướu má xám. Các loài đang bị  đe dọa  ở  cấp toàn cầu như Gà lôi lam mào trắng (CR) và Đuôi cụt bụng đỏ (VU), Trĩ sao (EN) trong đó loài Gà lôi lam mào trắng chỉ  ghi nhận qua phỏng vấn thợ săn địa phương. Với nhiều nỗ  lực điều tra bằng phương pháp bẫy ảnh, nhưng cho tới thời điểm hiện tại các chuyên gia vẫn chưa ghi nhận được ảnh của loài Gà lôi lam mào trắng trên thực địa.

## Thực trạng về dân sinh, kinh tế - xã hội
Khu DTTN Động Châu - Khe Nước Trong nằm trọn trong địa giới hành chính xã Kim Thủy và không có dân sinh sống trong phạm vi ranh giới. Xã Lâm Thủy là xã giáp ranh với xã Kim Thủy có khoảng cách tới khu rừng tương đối gần, và có một phần ranh giới xã giáp với ranh giới khu DTTN. Vì vậy vùng đệm của KVNC được xác định là diện tích ngoài ranh giới Khu DTTN Động Châu - Khe Nước Trong thuộc 02 xã Kim Thủy và Lâm Thủy.

### Đặc điểm dân số và dân tộc
Hai xã vùng đệm thuộc khu vực miền núi rẻo cao, giáp biên giới nên có mật độ  dân số rất thưa. Theo số  liệu năm 2016, mật độ  dân số  trung bình của xã Kim Thủy là 75,34 người/km² và xã Lâm Thủy chỉ  có 5,97 người/ km². Tỉ  lệ  tăng dân số cơ học của 02 xã rất thấp, tại xã Kim Thủy năm 2015 dân số  có 3.661 người, năm 2016 có 3.672 người tỷ lệ tăng dân số 0,3%, tại xã Lâm Thủy năm 2015 có 1.355 người, năm 2016 có 1.360 người, tỷ lệ tăng dân số  0,37%. (Nguồn: Niên giám thống kê huyện Lệ Thủy tháng 5/2017).
Thành phần dân tộc tại 02 xã chỉ gồm người Kinh và Vân Kiều, trong đó chủ yếu là người Vân Kiều chiếm tới 73,6% tổng số  hộ  với 78,9% dân số  của hai xã, người
Kinh chiếm 26,4% số  hộ  và 21,1% dân số. Trong đó, xã Lâm thủy có tới 94,1% là người Vân Kiều, xã Kim Thủy chiếm 72,6% là người Vân Kiều.

### Đặc điểm kinh tế
Kim Thủy và Lâm Thủy là 2 xã miền núi giáp biên giới Viêt-Lào nên có diện tích thuộc loại lớn của Quảng Bình với tổng diện tích tự nhiên 2 xã là 71.527,16 ha, trong đó chủ yếu là đất lâm nghiệp (94,47%).
Bảng Cơ cấu sử dụng đất (Đơn vị tính: ha)
| Stt | Hạng mục                 | Xã Kim Thủy | Xã Lâm Thủy | Tổng      | Tỷ lệ (%) |
| 1   | Đất sản xuất Nông Nghiệp | 1.449,91    | 404,8       | 1.854,71  | 2,59      |
| 2   | Đât Lâm Nghiệp           | 45.640,4    | 21.928,87   | 67.569,27 | 94,47     |
| 3   | Đất phi Nông Nghiệp      | 1.175,67    | 272,3       | 1.447,97  | 2,02      |
| -   | Trong đó: Đất ở          | 25,62       | 9,78        | 35,4      | 0,049     |
| 4   | Đất chưa sử dụng         | 467,83      | 187,38      | 655,21    | 0,92      |
|     | Tổng                     | 48.733,81   | 22.793,35   | 71.527,16 | 100,000   |

(Nguồn: Niên giám thống kê huyện Lệ Thủy tháng 5 năm 2017)
Diện tích đất nông nghiệp chiếm tỷ lệ rất ít (2,59%), do vậy cùng với sản xuất nông nghiệp thì sản suất lâm nghiệp là ngành mang lại thu nhập chính. Số hộ kinh doanh thương mại dịch vụ; sản xuất công nghiệp, tiểu thủ công nghiệp rất ít chỉ  chiếm 0,97%, còn lại chủ yếu phụ thuộc vào sản xuất nông nghiệp, lâm nghiệp.

### Đặc điểm xã hội và cơ sở hạ tầng

#### Giáo dục
Điều kiện cơ sở  hạ  tầng cho giáo dục đã được cải thiện rất nhiều. Hầu hết các cụm thôn, bản đều có điểm trường mầm non. Hiện tại, địa phương có nhiều chính sách ưu đãi đối với học sinh là con em đồng bào dân tộc thiểu số, nên hầu hết trẻ em ở độ tuổi 5-6 tuổi đến trường đạt tỷ lệ 100%. Tỷ lệ mù chữ thấp, chỉ còn tồn tại ở những người lớn tuổi.

#### Y tế
Các xã  đều đã có trạm y tế, thường nằm ở  trung tâm xã được xây dựng kiên cố. Mỗi trạm được thiết kế với 10 phòng khép kín, được đầu tư trang thiết bị khám chữa bệnh tương đối đầy đủ. Trạm Kim Thủy đạt chuẩn quốc gia. Lực lượng cán bộ  y tếmỗi trạm gồm 01 bác sỹ, 01 y sỹ, 03 y tá và điều dưỡng. Ngoài ra, các thôn bản đều có y tá thôn bản. Tuy nhiên đối với chăm sóc sức khoẻ  cộng đồng do  trình độ nghiệp vụ  cán bộ  y tế còn nhiều hạn chế  nên đã  ảnh hưởng nhiều tới chất lượng khám chữa bệnh trong vùng.

#### Giao thông
Trong những năm qua, các tuyến đường chính đã được làm mới và nâng cấp, đặc biệt là tuyến đường mòn Hồ Chí Minh chạy qua địa bàn xã Kim Thủy, xã Lâm Thủy và đường tỉnh lộ 16 chạy dọc xã Kim Thủy được hoàn thành nên việc giao dịch buôn bán, giao lưu với bên ngoài được mở  rộng  và phát triển, diện mạo các xã cũng thay đổi, đời sống người dân được nâng cao.

#### Điện nước
Xã Kim Thủy  và  xã Lâm Thủy  đã cơ bản có  điện lưới về  tận các bản. Các thôn bản đều đã  có nước sạch sử  dụng cho  sinh hoạt. Điều kiện sinh hoạt, trang thiết bị trong các hộ  gia đình đang từng bước được cải thiện. Tất cả  các hộ  tại các bản có điện lưới cơ bản đã có ti vi, một số hộ đã có tủ lạnh…